# 東布施村
東布施村（ひがしふせむら）は、かつて富山県下新川郡にあった村。布施川の東側に位置していたことから、東布施村となった。

## 沿革
- 1889年（明治22年）4月1日 - 町村制の施行により、下新川郡阿弥陀堂村、福平村、笠破村、釈迦堂村、朴谷村、田籾村、内生谷村、尾山村、中陣村、嘉例沢村及び池尻村の区域をもって、下新川郡東布施村が発足する。
- 1909年（明治42年） - この時点で村役場は阿弥陀堂6番地に設置されていた[4]。
- 1941年（昭和16年）6月1日 - 下新川郡桜井町の区域の一部を編入する。
- 1953年（昭和28年）4月1日 - 下新川郡桜井町に編入する。

1952年（昭和27年）4月1日に隣接する西布施村が魚津市に新設された当初は、将来的に東布施村も合併させる構想であったが、これを知った桜井町が東布施村に当町へ合併するよう懇願した。その後大勢が桜井町との合併を希望したのを受け、桜井町と合併したという経緯を持つ。なお、桜井町との合併を希望していたのは8集落で、魚津市への希望は2集落のみであった。

## 歴代村長
出典→
1. 浦城佐吉（1889年7月13日 - 1891年3月31日）
2. 中村正章（1891年11月4日 - 1895年11月3日）
3. 池田定知（1896年2月12日 - 1900年2月11日）
4. 大石九左ェ門（1901年9月3日 - 1905年9月15日）
5. 中村清郷（1905年10月26日 - 1906年4月23日〔臨時代理者〕）
6. 竹内勝久（1906年4月23日 - 1907年3月17日）
7. 中田久作（1907年11月7日 - 1911年11月6日）
8. 中田久作（1911年12月26日 - 1913年3月31日）
9. 岩田義範（1913年5月7日 - 1917年5月7日）
10. 谷川宗作（1918年10月15日 - 1922年10月14日）
11. 谷川宗作（1922年10月15日 - 1926年10月14日）
12. 谷川宗作（1926年10月15日 - 1930年10月14日）
13. 谷川宗作（1930年10月15日 - 1934年10月14日）
14. 谷川宗作（1934年10月15日 - 1938年10月14日）
15. 谷川宗作（1938年10月15日 - 1942年10月14日）
16. 谷川宗作（1942年10月15日 - 1946年6月8日）
17. 中田久夫（1946年6月8日 - 1947年1月16日）
18. 弥忠田栄吉（1947年4月5日 - 1951年4月4日）
19. 谷川宗久（1951年4月24日 - 1953年3月31日）